# Armgard de Rietberg
Pour les articles homonymes, voir Rietberg (homonymie).
 (juin 2017).
Si vous disposez d'ouvrages ou d'articles de référence ou si vous connaissez des sites web de qualité traitant du thème abordé ici, merci de compléter l'article en donnant les références utiles à sa vérifiabilité et en les liant à la section « Notes et références ».
La comtesse Armgard de Rietberg (aussi: Irmgard; décédée le 13 juillet 1584) est comtesse de Rietberg de 1562 à 1584. Elle a également été comtesse de Hoya par mariage de 1568 à 1575 et comtesse de Lippe par mariage de 1578 jusqu'à sa mort.
Armgard était l'aînée des deux filles de Jean II de Rietberg (en) et d'Agnès de Bentheim-Steinfurt. Elle est mariée le 3 janvier 1568 au comte Eric V de la Hoya (en). Il est décédé le 12 mars 1575. Elle ensuite remariée le 26 juin 1578 au comte Simon VI de Lippe.
Son père est décédé le 11 décembre 1562. Parce qu'elle n'avait pas de frères, Armgard et sa sœur Walburgis de Rietberg ont hérité de ses biens. Comme elles étaient mineures, leur mère a agi en tant que tutrice et régente. Le 27 septembre 1576, Armgard et Walburgis ont divisé leur héritage : Armgard reçu Rietberg; Walburgis reçu le Harlingerland.
Armgard est morte sans enfants, le 13 juillet 1584 et le comté de Rietberg est revenu à sa sœur Walburgis, de sorte que le Comté de Rietberg et Harlingerland ont été réunis dans une seule main.